# Vicent Hernández Borràs
Vicent Hernández Borràs (València, 1920 - 1972) va ser un pilotaire valencià, més conegut pels aficionats pel malnom de Coixo d'Alberic. Als trinquets s'anunciava com a Borràs. Destaca per haver sigut jugador de Pilota valenciana a pesar de tindre la cama dreta amputada des de pràcticament el genoll.
L'accident va ocórrer als tres anys, perdent la cama per culpa d'un tramvia. De ben menut es va instal·lar a Alberic. La seua professió era la de sastre, si bé va excel·lir als esports, practicant també el ciclisme.